# Arctornis silhetica
Arctornis silhetica är en fjärilsart som beskrevs av Walker 1865. Arctornis silhetica ingår i släktet Arctornis och familjen tofsspinnare. Inga underarter finns listade i Catalogue of Life.